# 奇异博士 (电视电影)
《奇异博士》（英語：Dr. Strange），是1978年以漫威漫画角色「奇异博士」为主角拍攝的美国电视电影，Philip DeGuere为该电影的导演和编剧，亚历克斯·比顿和Gregory Hoblit为制片人。史丹·李担任该电影的顾问。该片于1978年9月6日晚上8点到10点在CBS頻道播出。但最终CBS并没有将該片制作成系列影集。

## 制作
在1985年1月发行的《Comics Feature magazine中》，报道了对史丹·李的采访，史丹·李回忆为本片工作时，表示參與本片是一項正面的工作经历。他说：
|  | 我大概是最投入的一个。我和编剧/制片人Gregory Hoblit成为好朋友。我非常喜欢《奇异博士》和《不可思议的绿巨人》。我觉得《奇异博士》更好是因为它的收视率要高。这是我在真人电视方面的唯一经验。《奇异博士》和《绿巨人》都很好。《美国队长》有点失望，而《蜘蛛侠》却是一个噩梦。 |

## 发行
该片在美国以家用录像系统的形式发行两次，分别在1987年和1995年，在其他国家也有发行，2015年6月前该电影从未以DVD形式发行。